# Chrysozephyrus triloka
Chrysozephyrus triloka är en fjärilsart som beskrevs av Hannyngton 1910. Chrysozephyrus triloka ingår i släktet Chrysozephyrus och familjen juvelvingar. Inga underarter finns listade i Catalogue of Life.